# Понсо 4R
Понсо́ 4R (англ. Ponceau 4R) — синтетичний барвник, зареєстрований як харчовий додаток E124.
Застосування — безалкогольні напої, пресерви із фруктів, кондитерські вироби, морозиво, їстівні оболонки сирів, фруктові вина.
У США, Фінляндії, Норвегії й деяких інших країн, барвник E 124 (Понсо 4R) входить до списку заборонених речовин, як канцероген, що може спровокувати розвиток онкологічних захворювань. Крім того, добавка E 124 є сильним алергеном, і може викликати анафілактичний шок, або приступ ядухи в астматиків і людей з неприйняттям аспірину.
Харчова добавка E 124 входить у список барвників, що приводять до підвищення гіперактивности дітей.
Схвалений в ЄС, Україні.